# Agrostis novae-angliae
Agrostis novae-angliae é uma espécie de gramínea do gênero Agrostis, pertencente à família Poaceae.